# Мишурин Ріг
Мишу́рин Ріг — село в Україні, у Кам'янському районі Дніпропетровської області. Населення за переписом 2001 року складало 1 945 осіб. Входить до складу Верхньодніпровської міської громади. Колишній центр Мишуринрізької сільської ради.

## Розташування і рельєф
Розташоване на правому березі Кам'янського водосховища річки Дніпро, у місці впадання в нього річки Омельник, у північно-західній частині Дніпропетровської області поблизу межі із Кіровоградською областю. Вище за течією на відстані 6,5 км розташоване село Куцеволівка (Онуфріївський район), нижче за течією на протилежному березі річки Омельник розташоване село Калужине. Сусідніх населених пунктів немає. До найближчого села Мости, розташованого на південь — 6 км. Висота над рівнем моря 70-100 метрів. Через село проходять автомобільні дороги Н08 і Т 0423.

## Історія

### Заснування та розвиток
Достовірних джерел щодо заснування села та походження його назви не збереглося. Слово «ріг» походить від високого гранітного рогу або мису, що вдається в Дніпро, на якому, знаходилось в давнину укріплення. За переказами, на цьому розі оселився запорізький козак Машура, або Михайло, за прізвиськом Миша-ура, звідки походить назва Мишурин.
За часів великого князя литовського Вітовта (1392—1430) тут побудоване укріплення для захисту від татарських набігів. Литовський дипломат та історик середини XVI ст. Михайло Литвин називає цей замок «Міссурим».
В 16 столітті про Мишурин Ріг та слободу Переволочну, розташовану на лівому березі Дніпра, згадується як про місце переправи через Дніпро. З середини 17 століття Мишурин Ріг став прикордонною фортецею запорізького козацтва. Окрім, військової справи, населення займалось також скотарством, бждільництвом, рибальством.
Ймовірно, що, під час відступу після поразки в Полтавській битві Іван Мазепа та Карл XII саме тут влаштували переправу через Дніпро. Про це свідчать декілька знайдених монет 1698–1709 року випуску та металеві тарілки. Тут же у 1736 і 1737 роках під час російсько-турецької війни переправлялася через Дніпро російська армія.
Козацьке містечко Мишурин Ріг належало до Кодацької паланки (1734—1775) Запорізької Січі.

### Мишурин Ріг у Російській імперії
У першій половині 18 століття населення Мишуриного Рога зростає за рахунок переселенців з півночі України, Молдавії, Польщі й Криму. В середині 18 століття згадується у списку прикордонних фортець Російської імперії. Після утворення царським урядом у 1751 році військового округу Нова Сербія тут знаходилось укріплення новокозачого полку і було споруджено земляну фортецю. З переміщенням у 1770—80 роках російського кордону Мишурин Ріг втратив військове значення і став казенним селом. Російський мандрівник В. Ф. Зуєв у 1787 році писав, що в Мишуриному Розі була фортеця, яку охороняли місцеві жителі — козаки і єгерська команда. На той час село складалося з двох частин: власне Мишуриного Рога, або Городка, і слободи в його околицях.
За переписом 1782 року в Мишуриному Розі проживало 1559 жителів.
За даними на 1859 рік в казенному селі було 488 дворів, у яких мешкало 4 011 осіб, 2 православні церкви, школа, 7 лавок, працювала переправа через Дніпро та відбувалось 6 ярмарків на рік.
Станом на 1886 рік в селі, центрі Мишуринорізької волості Верхньодніпровського повіту Катеринославської губернії, мешкало 4587 осіб, налічувалось 834 двори, існувала 2 православні церкви, школа та 7 лавок, відбувалось 6 ярмарків на рік.
За переписом 1897 року кількість мешканців зросла до 6731 особи (3373 чоловічої статі та 3358 — жіночої), з яких 6613 — православної віри.
За даними енциклопедії Брокгауза і Ефрона Мишурин Ріг — торгове село на річці Дніпро, Верхньодніпровського повіту Катеринославської губернії. 834 двори, 4 587 мешканців; 2 церковноприходські школи, 6 ярмарків, базари, лавки, пристань.
Наприкінці 19 століття значно розширився річковий транспорт на Дніпрі, зріс вантажообіг через пристань у Мишуриному Розі. Населення станом на 1897 рік становило 7 154 жителі, майже третину населення становили родини матросів. В селі налічувалось 1 196 дворів.

### 20 століття
Найбільшого розвитку Мишурин Ріг досяг перед Першою світовою війною. Протягом перших років 20 століття в селі розвинулось дрібне кустарне виробництво — (шевське, ткацьке, бондарне, слюсарне, столярне тощо), яким займалось 154 господарства.
Село було відоме завдяки великому поширенню настінного розпису та різьблення по дереву. Звичаєм селян розмальовувати різнобарвними узорами свої хати та господарські будівлі захоплювався академік Дмитро Яворницький після своїх відвідин села на початку століття.
У 1913 році в селі працювали однокласна, двокласна і церковнопарафіяльна школи, у яких навчалися переважно діти заможних селян. Також в селі працював земський фельдшер. Населення села становило 8 383 жителі.
Під час воєнних подій 1917—1919 років в селі неодноразово змінювалась влада. В грудні 1917 року в Мишуриному Розі проголошено радянську владу, проте у квітні 1918 року село зайняли австро-німецькі війська. Червона Армія зайняла Мишурин Ріг в грудні 1918 року, у серпні 1919 року — війська Добровольчої армії, а грудні 1919 року знову Червона Армія. На початку січня 1920 року остаточно встановлено радянську владу.

### Період радянської влади
З початком колективізації у Мишуриному Розі було організовано 5 сільськогосподарських артілей, що об'єднували 660 господарств.
Під час організованого радянською владою Голодомору 1932—1933 років померло щонайменше 834 жителі села.
В 1936 році в селі відкрито першу середню школу, на базі початкової школи.
Під час Другої світової війни 20 серпня 1941 року село захопили німецькі війська. В районі Мишуриного Рогу на березі Дніпра німецькими військами було споруджено укріплення, за які у 1943 році тривали запеклі бої протягом трьох тижнів. 25 жовтня 1943 року село було звільнене частинами Червоної Армії.
1949 року в колгоспі «Червоний Партизан» М. О. Озерним було встановлено світовий рекорд врожайності кукурудзи — 223,8 цнт/га.

Низинна частина села була затоплена у 1963 році, під час спорудження Кам'янського водосховища. Замість затопленої частини побудовано нові вулиці. 

Нова вулиця в Мишуриному Розі, 1966 р.

У 1967 році в селі працювало 3 школи (восьмирічна, середня і вечірня), лікарня, пологовий будинок, аптека, три бібліотеки, будинок культури.
Село було повністю електрифіковане, збудовано водопровід. У 1966 році закінчено будівництво Мишуринорізького хлібоприймального пункту.
У 1977 році населення села досягло 2681 осіб.

## Сучасність

### Господарство і побут
Село частково газифіковане та забезпечене водопроводом.
Найбільше діюче підприємство в селі — ТОВ «Агрофірма „Мишурин Ріг“». Займається вирощуванням пшениці, кукурудзи, соняшника, розводить свиней, ВРХ. Також працює ТзОВ «Зернопорт Мишурин Ріг».

### Освіта, медицина, культура

Будинок-інтернат для дітей-інвалідів

Мишуринорізький будинок культури

В селі діють середня загальноосвітня школа та дошкільний навчальний заклад «Дюймовочка». Також у Мишуриному Розі знаходиться Верхньодніпровський будинок-інтернат для дітей-інвалідів № 1.
Заклади охорони здоров'я — сільська лікарська амбулаторія та фельдшерсько-акушерський пункт.
Заклади культури — бібліотека та будинок культури.

## Населення

### Мова
Розподіл населення за рідною мовою за даними перепису 2001 року:
| Мова            | Кількість | Відсоток |
| --------------- | --------- | -------- |
| українська      | 1876      | 96.46%   |
| російська       | 63        | 3.24%    |
| білоруська      | 2         | 0.10%    |
| румунська       | 2         | 0.10%    |
| інші/не вказали | 2         | 0.10%    |
| Усього          | 1945      | 100%     |

## Транспорт
Через Мишурин Ріг проходять автошлях національного значення Н08 та регіональний автошлях Т 04 23.

## Відомі люди
В селі народилися:
- Гладуш Віктор Дмитрович (1937—2010) — український державний і політичний діяч. Дипломат.
- Гладуш Іван Дмитрович (1929—2018) — український державний діяч. Генерал внутрішньої служби України.
- Зорін Андрій Микитович (1933—2003) — український вчений-гірник.
- Кошик Олександр Кузьмич (1905—1977) — український радянський історик, професор, доктор історичних наук.
- Левчук Семен Лук'янович (1918—2005) — полковник Радянської Армії, учасник німецько-радянської війни, Герой Радянського Союзу.
- Озерний Марко Остапович (1890—1957) — селекціонер-кукурузовод, Герой Соціалістичної Праці.
- Лихолат Юрій Васильович (1959—) — український біолог, еколог, доктор біологічних наук, професор.

## Пам'ятники
- Пам'ятник-обеліск подіям 1648 року
- Меморіальний комплекс воїнам — визволителям
- Бюст Герою соціалістичної Праці Марку Озерному